# Лінія Бі (Рим)
Лінія Бі (італ. Linea B) — одна з ліній Римського метрополітену (названа по другій букві італійської абетки). Вона перетинає місто з північного сходу на південний захід та має 22 станції. Кінцеві — «Ребіббіа» та «Лаурентіна» (розташована на схід від EUR). Вона позначається синім кольором. Пересадка на лінію A на станції Терміні.

## Огляд
Лінія починає роботу о 05:30 ранку та закінчує о 23:30. З 18 січня 2008 у ніч з п'ятниці на суботу лінія працює до 1:30. У день на лінії Бі відбувається 377 поїздок потягів. Інтервал руху поїздів — 4,5 хв у години пік, 6 хв в інший час і до 10 хв при мінімальному пасажиропотоці. Середньодобове перевезення пасажирів на лінії становить 300 тис. осіб. У рік лінією користуються 109,5 млн осіб.

## Історія
Незважаючи на свою назву, лінія є першою в Римі. Проєктування лінії почалося в 1930-х роках, коли фашистський уряд шукав спосіб зв'язати між собою вокзал Терміні з новим районом на півдні міста, де планувалося будівництво комплексу до всесвітньої виставки, яка повинна була пройти в місті в 1942, але не відбулася через вступ Італії в Другу світову війну. Роботи були перервані, але частина тунелів між станціями «Терміні» та «Піраміді» була закінчена та використовувалася як бомбосховищ.
Роботи поновилися в 1948, одночасно з перебудовою колишнього виставкового комплексу в комерційний квартал. Офіційне відкриття відбулося 9 лютого 1955, регулярний рух поїздів почався наступного дня.
У 1990 лінія була продовжена від «Терміні» до станції «Ребіббіа» на сході міста і була повністю модернізована.